# Byron White
Pour les articles homonymes, voir White.
College Football Hall of Fame 1954
(en) Statistiques sur pro-football-reference
Byron Raymond White, né le 8 juin 1917 à Fort Collins et mort le 15 avril 2002 à Denver d'une pneumonie, est un américain, avocat, joueur de football américain et juge assesseur de la Cour suprême des États-Unis de 1962 à 1993.

## Biographie
Né et élevé dans le Colorado, il a joué au football américain universitaire, au basket-ball et au baseball pour l'Université du Colorado, terminant finaliste du trophée Heisman en 1937. Il a été sélectionné au premier tour du repêchage de la NFL de 1938 par les Pirates de Pittsburgh et a mené la Ligue nationale de football en verges au sol lors de sa saison recrue. White a été admis à la Yale Law School en 1939 et a joué pour les Lions de Detroit au cours des saisons 1940 et 1941 tout en poursuivant ses études en droit. Pendant la Seconde Guerre mondiale, il a servi comme officier du renseignement avec la marine des États-Unis dans le théâtre du Pacifique. Après la guerre, il est diplômé de Yale et a été commis au juge en chef Fred M. Vinson.
White est entré dans un cabinet privé à Denver, au Colorado, travaillant principalement comme avocat transactionnel. Il a été président de l'État du Colorado de la campagne présidentielle de John F. Kennedy en 1960 et a accepté d'être nommé sous-procureur général des États-Unis en 1961. En 1962, le président Kennedy a nommé avec succès White à la Cour suprême, faisant de White le premier juge de la Cour suprême du Colorado. Il a pris sa retraite en 1993 et a été remplacé par Ruth Bader Ginsburg. White est le douzième plus ancien juge de l'histoire de la Cour suprême.

## Distinctions
En tant que joueur de football américain :
- Universitaire :
  - Sélectionné dans l'équipe type nationale (All-American) à la suite de la saison : 1937 ;
  - Son numéro de maillot (le no 24 des Buffaloes du Colorado a été retiré.
- Professionnel :
  - Sélectionné 2× dans l'équipe-type nationale (All-Pro) à la suite des saisons : 1938, 1940 ;
  - Sélectionné dans la deuxième équipe-type nationale (All-Pro à la suite de la saison : 1941 ;
  - 2x meilleur coureur NFL en nombre de yards gagnés lors des saisons : 1938, 1940 ;
  - Membre de l'équipe-type NFL des années 1940s (All-Decade Team).